# Янецозеро
Янецозеро — пресноводное озеро на территории Куземского сельского поселения Кемского района Республики Карелии.

## Общие сведения
Площадь озера — 3 км², площадь водосборного бассейна — 129 км². Располагается на высоте 84,5 метров над уровнем моря.
Форма озера лопастная, продолговатая: оно более чем на два километра вытянуто с северо-запада на юго-восток. Берега изрезанные, каменисто-песчаные, преимущественно заболоченные.
Из озёра вытекает река Нижняя Кумозерка, впадающая в Нижнее Кумозеро, из которого берёт начало река Кузема, впадающая, в свою очередь, в Белое море.
В Янецозеро впадают водотоки:
- Шуоли
- Ужеручей
- ручей без названия, вытекающий из озера Хетто[1]

Ближе к северо-западной оконечности озера расположен один относительно крупный (по масштабам водоёма) остров без названия.
Населённые пункты и автодороги вблизи водоёма отсутствуют.
Код объекта в государственном водном реестре — 02020000711102000003672.